# Amstel Gold Race féminine 2003
Cet article concerne l'édition féminine de l'Amstel Gold Race. Pour la course masculine, voir Amstel Gold Race 2003.
La 3e édition de l'Amstel Gold Race féminine a lieu le 20 avril 2003. C'est la quatrième épreuve de la Coupe du monde féminine. Elle est remportée par la Galloise Nicole Cooke.

## Parcours
La course s'élance de Maastricht et se conclut à Fauquemont dans la montée du Cauberg. 
9 côtes sont répertoriées pour cette course :
| Num | Nom                 | Longueur (m) | Pente moyenne | km    | km de l'arrivée |
| --- | ------------------- | ------------ | ------------- | ----- | --------------- |
| 1   | Maasberg            |              |               | 10    | 104,8           |
| 2   | Adsteeg (nl)        | 620          | 4,7 %         | 22    | 92,8            |
| 3   | Lange Raarberg (nl) | 1 000        | 4,3 %         | 31    | 83,8            |
| 4   | Bergseweg (nl)      | 2 200        | 3,4 %         | 46    | 68,8            |
| 5   | Sibbergrubbe        |              |               | 58    | 52,8            |
| 6   | Cauberg             | 1 500        | 7 %           | 64    | 46,8            |
| 7   | Bemelerberg (nl)    | 1 200        | 4 %           | 87    | 23,8            |
| 8   | Keutenberg          | 1 700        | 6,1 %         | 104   | 10,8            |
| 9   | Cauberg             | 1 500        | 7 %           | 114,8 | 0               |

## Équipes
| Équipes féminines professionnelles (21)- @Home Cycling Team - Aušra Gruodis-Safi - Acca Due O-Pasta Zara-Lorena Camicie - Bik-Powerplate - Catalunya-Aliverti-Kookai - Charly Lietzsport - Farm Frites-Hartol - GS Mazza - Lowik De Zwaluwen - Equipe Nürnberger Versicherung - Next 125 - Ondernemers van Nature - Prato Marathon Bike - Prato-Bike Aki - SC Michela Fanini Record Rox - Team 2002 Aurora RSM - T-Mobile - Ton Van Bemmelen Sports - Vlaanderen-T Interim Ladies - Vitron Wilstra - Westland Wil Vooruit Équipes nationales (7)- Australie - Allemagne - Canada - Danemark - Grande-Bretagne - Pays-Bas - Suisse |
| |

## Favorites
Mirjam Melchers,  Zoulfia Zabirova, Susanne Ljungskog, Olivia Gollan, Oenone Wood , Kimberly Bruckner, Amber Neben, Judith Arndt, Margaret Hemsley, Nicole Cooke, Rochelle Gilmore et Diana Žiliūtė sont les favorites.

## Récit de la course
La météo est clémente. Oenone Wood attaque dans le Keutenberg à une dixaine de kilomètres de l'arrivée. Nicole Cooke et Dori Ruano la rejoignent ensuite. Dans le Cauberg, leur avance est minimale. Cooke décide de produire son effort dès le pied. Elle n'est plus reprise. Olivia Gollan prend la seconde place.
La course a lieu en parallèle de celle des hommes. Ces derniers effectuent les premiers kilomètres relativement lentement, tandis que les femmes sont plus rapides que prévu. L'organisation décide de raccourcir aux environs du kilomètre cinquante la course des femmes de dix kilomètres pour éviter une collision,.

## Classements

### Classement final
| \| Classement général \| Classement général \| Classement général \| Classement général \| Classement général \| \| Coureuse \| Coureuse \| Pays \| Équipe \| Temps \| \| ------------------ \| ------------------ \| ------------------ \| ------------------------------ \| ------------------ \| \| 1re \| Nicole Cooke \| Royaume-Uni \| Aušra Gruodis-Safi \| 2 h 45 min 18 s \| \| 2e \| Olivia Gollan \| Australie \| Australie \| + 2 s \| \| 3e \| Edita Pučinskaitė \| Lituanie \| SC Michela Fanini Record Rox \| + 2 s \| \| 4e \| Regina Schleicher \| Allemagne \| Allemagne \| + 4 s \| \| 5e \| Susanne Ljungskog \| Suède \| Catalunya-Aliverti-Kookai \| + 5 s \| \| 6e \| Mirjam Melchers \| Pays-Bas \| Farm Frites-Hartol \| + 6 s \| \| 7e \| Sara Carrigan \| Australie \| Bik-Powerplate \| + 7 s \| \| 8e \| Judith Arndt \| Allemagne \| Equipe Nürnberger Versicherung \| + 7 s \| \| 9e \| Zulfiya Zabirova \| Russie \| Prato Marathon Bike \| + 8 s \| \| 10e \| Lyne Bessette \| Canada \| Canada \| + 9 s \| |                   |             |                                |                 |
| |                   |             |                                |                 |
| Source : Cycling Archives |                   |             |                                |                 |
| Classement général |                   |             |                                |                 |
| Coureuse | Coureuse          | Pays        | Équipe                         | Temps           |
| 1re | Nicole Cooke      | Royaume-Uni | Aušra Gruodis-Safi             | 2 h 45 min 18 s |
| 2e | Olivia Gollan     | Australie   | Australie                      | + 2 s           |
| 3e | Edita Pučinskaitė | Lituanie    | SC Michela Fanini Record Rox   | + 2 s           |
| 4e | Regina Schleicher | Allemagne   | Allemagne                      | + 4 s           |
| 5e | Susanne Ljungskog | Suède       | Catalunya-Aliverti-Kookai      | + 5 s           |
| 6e | Mirjam Melchers   | Pays-Bas    | Farm Frites-Hartol             | + 6 s           |
| 7e | Sara Carrigan     | Australie   | Bik-Powerplate                 | + 7 s           |
| 8e | Judith Arndt      | Allemagne   | Equipe Nürnberger Versicherung | + 7 s           |
| 9e | Zulfiya Zabirova  | Russie      | Prato Marathon Bike            | + 8 s           |
| 10e | Lyne Bessette     | Canada      | Canada                         | + 9 s           |

## Liste des participants
| Légende | Légende                                                                    | Légende | Légende                                                    |
| ------- | -------------------------------------------------------------------------- | ------- | ---------------------------------------------------------- |
| Num     | Dossard de départ porté par le coureur sur cette Amstel Gold Race          | Pos     | Position à l'arrivée de la course                          |
|         | Indique un maillot de champion national ou mondial, suivi de sa spécialité | NP      | Indique un coureur qui n'a pas pris le départ de la course |
| AB      | Indique un coureur qui n'a pas terminé la course                           | HD      | Indique un coureur qui a terminé la course hors des délais |

| Aušra Gruodis-Safi AGS | Aušra Gruodis-Safi AGS       | Aušra Gruodis-Safi AGS |
| ---------------------- | ---------------------------- | ---------------------- |
| Num                    | Coureuse                     | Pos                    |
| 1                      | Nicole Cooke (GBR)           | 1re                    |
| 2                      | Gunn-Rita Dahle Flesjå (NOR) | 30e                    |
| 3                      | Erika Vilūnaitė (LTU)        | 78e                    |
| 4                      | Rochelle Gilmore (AUS)       | 80e                    |
| 5                      | Giorgia Bronzini (ITA)       | 82e                    |
| 6                      | Diana Elmentaitė (LTU)       | 87e                    |

| Australie AUS | Australie AUS           | Australie AUS |
| ------------- | ----------------------- | ------------- |
| Num           | Coureuse                | Pos           |
| 11            | Olivia Gollan           | 2e            |
| 12            | Oenone Wood             | 11e           |
| 13            | Hayley Brown-Rutherford | 55e           |
| 14            | Emma James              | 56e           |
| 15            | Natalie Bates           | 100e          |
| 16            | Emily Williams          | 125e          |

| SC Michela Fanini Record Rox MIC | SC Michela Fanini Record Rox MIC | SC Michela Fanini Record Rox MIC |
| -------------------------------- | -------------------------------- | -------------------------------- |
| Num                              | Coureuse                         | Pos                              |
| 21                               | Edita Pučinskaitė (LTU)          | 3e                               |
| 22                               | Giovanna Troldi (ITA)            | 41e                              |
| 23                               | Lisbeth Simper (DEN)             | 46e                              |
| 24                               | Sandrine Marcuz-Moreau (FRA)     | 49e                              |
| 25                               | Marta Evangelisti (ITA)          | 58e                              |
| 26                               | Letizia Giardinelli (ITA)        | 121e                             |

| Allemagne GER | Allemagne GER     | Allemagne GER |
| ------------- | ----------------- | ------------- |
| Num           | Coureuse          | Pos           |
| 31            | Regina Schleicher | 4e            |
| 32            | Theresa Senff     | 13e           |
| 33            | Liane Bahler      | 21e           |
| 34            | Tina Liebig       | 39e           |
| 35            | Angela Hennig     | AB            |
| 36            | Madeleine Sandig  | AB            |

| Catalunya-Aliverti-Kookai CAT | Catalunya-Aliverti-Kookai CAT   | Catalunya-Aliverti-Kookai CAT |
| ----------------------------- | ------------------------------- | ----------------------------- |
| Num                           | Coureuse                        | Pos                           |
| 41                            | Susanne Ljungskog (SWE) (route) | 5e                            |
| 42                            | Marta Vilajosana (ESP)          | 51e                           |
| 43                            | Baukje Doedee (NED)             | 63e                           |
| 44                            | Marianna Lorenzoni (ITA)        | 72e                           |
| 45                            | Anna Ramírez Bauxell (ESP)      | 85e                           |

| Farm Frites-Hartol FAR | Farm Frites-Hartol FAR    | Farm Frites-Hartol FAR |
| ---------------------- | ------------------------- | ---------------------- |
| Num                    | Coureuse                  | Pos                    |
| 51                     | Mirjam Melchers (NED)     | 6e                     |
| 52                     | Miho Oki (JPN)            | 19e                    |
| 53                     | Suzanne de Goede (NED)    | 45e                    |
| 54                     | Esther Van Der Helm (NED) | 54e                    |
| 55                     | Arenda Grimberg (NED)     | 83e                    |
| 56                     | Elsbeth Vink (NED)        | 96e                    |

| Bik-Powerplate BIP | Bik-Powerplate BIP         | Bik-Powerplate BIP |
| ------------------ | -------------------------- | ------------------ |
| Num                | Coureuse                   | Pos                |
| 61                 | Sara Carrigan (AUS)        | 7e                 |
| 62                 | Anita Valen de Vries (NOR) | 16e                |
| 63                 | Yvonne Brunen (NED)        | 33e                |
| 64                 | Vera Koedooder (NED)       | 53e                |
| 65                 | Sharon van Essen (NED)     | 57e                |
| 66                 | Katherine Bates (AUS)      | 81e                |

| Equipe Nürnberger Versicherung NUR | Equipe Nürnberger Versicherung NUR | Equipe Nürnberger Versicherung NUR |
| ---------------------------------- | ---------------------------------- | ---------------------------------- |
| Num                                | Coureuse                           | Pos                                |
| 71                                 | Judith Arndt (GER)                 | 8e                                 |
| 72                                 | Trixi Worrack (GER)                | 25e                                |
| 73                                 | Margaret Hemsley (AUS)             | 32e                                |
| 74                                 | Madeleine Lindberg (SWE)           | 98e                                |
| 75                                 | Kerstin Scheitle (GER)             | 123e                               |
| 76                                 | Petra Rossner (GER)                | 124e                               |

| Prato Marathon Bike ___ | Prato Marathon Bike ___   | Prato Marathon Bike ___ |
| ----------------------- | ------------------------- | ----------------------- |
| Num                     | Coureuse                  | Pos                     |
| 81                      | Zulfiya Zabirova (RUS)    | 9e                      |
| 82                      | Nicole Brändli (SUI)      | 12e                     |
| 83                      | Teodora Ruano (ESP)       | 24e                     |
| 84                      | Julia Martisova (RUS)     | 26e                     |
| 85                      | Swetlana Bubnenkowa (RUS) | 31e                     |
| 86                      | Janildes Fernandes (BRA)  | 95e                     |

| Canada CAN | Canada CAN         | Canada CAN |
| ---------- | ------------------ | ---------- |
| Num        | Coureuse           | Pos        |
| 91         | Lyne Bessette      | 10e        |
| 92         | Susan Palmer-Komar | 27e        |
| 93         | Sandy Espeseth     | 28e        |
| 94         | Katy Saint-Laurent | 77e        |
| 95         | Julie Hutsebaut    | 134e       |
| 96         | Erin Carter        | AB         |

| Acca Due O-Pasta Zara-Lorena Camicie ADO | Acca Due O-Pasta Zara-Lorena Camicie ADO | Acca Due O-Pasta Zara-Lorena Camicie ADO |
| ---------------------------------------- | ---------------------------------------- | ---------------------------------------- |
| Num                                      | Coureuse                                 | Pos                                      |
| 101                                      | Ghita Beltman (NED)                      | 14e                                      |
| 102                                      | Chantal Beltman (NED)                    | 23e                                      |
| 103                                      | Katia Longhin (ITA)                      | 50e                                      |
| 104                                      | Diana Žiliūtė (LTU)                      | 52e                                      |
| 105                                      | Zita Urbonaitė (LTU)                     | 97e                                      |
| 106                                      | Indrė Janulevičiūtė (LTU)                | 126e                                     |

| GS Mazza MAZ | GS Mazza MAZ                 | GS Mazza MAZ |
| ------------ | ---------------------------- | ------------ |
| Num          | Coureuse                     | Pos          |
| 111          | Aline Camboulives (FRA)      | 15e          |
| 112          | Caroline Payot-Podevin (FRA) | 38e          |
| 113          | Béatrice Thomas (FRA)        | 94e          |
| 114          | Alexandra Bähler (SUI)       | 103e         |
| 115          | Blandine Camus (FRA)         | 130e         |
| 116          | Marika Murer (SUI)           | AB           |

| Team 2002 Aurora RSM AUR | Team 2002 Aurora RSM AUR    | Team 2002 Aurora RSM AUR |
| ------------------------ | --------------------------- | ------------------------ |
| Num                      | Coureuse                    | Pos                      |
| 121                      | Natalia Katchalka (UKR)     | 17e                      |
| 122                      | Jolanta Polikevičiūtė (LTU) | 40e                      |
| 123                      | Rasa Polikevičiūtė (LTU)    | 42e                      |
| 124                      | Fabiana Luperini (ITA)      | 60e                      |
| 125                      | Luisa Tamanini (ITA)        | 64e                      |
| 126                      | Eneritz Iturriaga (ESP)     | 74e                      |

| Pays-Bas NED | Pays-Bas NED           | Pays-Bas NED |
| ------------ | ---------------------- | ------------ |
| Num          | Coureuse               | Pos          |
| 131          | Adrie Visser           | 18e          |
| 132          | Josephine Groenveld    | 59e          |
| 133          | Areke Hassink          | 66e          |
| 134          | Bertine Spijkerman     | 92e          |
| 135          | Frederika van der Wiel | 107e         |
| 136          | Jaccolien Wallaard     | 116e         |

| T-Mobile ___ | T-Mobile ___            | T-Mobile ___ |
| ------------ | ----------------------- | ------------ |
| Num          | Coureuse                | Pos          |
| 141          | Amber Neben (USA)       | 20e          |
| 142          | Kristin Armstrong (USA) | 34e          |
| 143          | Kimberly Bruckner (USA) | 35e          |
| 144          | Kimberly Anderson (USA) | 44e          |
| 145          | Stacey Peters (USA)     | 90e          |
| 146          | Mari Holden (USA)       | 93e          |

| Suisse SUI | Suisse SUI      | Suisse SUI |
| ---------- | --------------- | ---------- |
| Num        | Coureuse        | Pos        |
| 151        | Barbara Heer    | 22e        |
| 152        | Sarah Grab      | 75e        |
| 153        | Annette Beutler | 76e        |
| 154        | Priska Doppmann | 89e        |
| 155        | Bettina Kühn    | 119e       |
| 156        | Andrea Knecht   | 132e       |

| Grande-Bretagne GBR | Grande-Bretagne GBR | Grande-Bretagne GBR |
| ------------------- | ------------------- | ------------------- |
| Num                 | Coureuse            | Pos                 |
| 161                 | Frances Newstead    | 29e                 |
| 162                 | Emma Davies         | 79e                 |
| 163                 | Sara Symington      | 101e                |
| 164                 | Charlotte Goldsmith | 102e                |
| 165                 | Kimberley Walsh     | AB                  |

| Vlaanderen-T Interim VLL | Vlaanderen-T Interim VLL  | Vlaanderen-T Interim VLL |
| ------------------------ | ------------------------- | ------------------------ |
| Num                      | Coureuse                  | Pos                      |
| 171                      | Heidi Van de Vijver (BEL) | 36e                      |
| 172                      | Sharon Vandromme (BEL)    | 43e                      |
| 173                      | Debby Mansveld (NED)      | 47e                      |
| 174                      | Cindy Pieters (BEL)       | 48e                      |
| 175                      | Ine Wannijn (BEL)         | 84e                      |
| 176                      | Mirella van Melis (NED)   | 112e                     |

| Lowik De Zwaluwen ___ | Lowik De Zwaluwen ___    | Lowik De Zwaluwen ___ |
| --------------------- | ------------------------ | --------------------- |
| Num                   | Coureuse                 | Pos                   |
| 181                   | Evy Van Damme (BEL)      | 37e                   |
| 182                   | Mieke van der Burg (NED) | 115e                  |
| 183                   | Godelieve Jansens (BEL)  | 122e                  |
| 184                   | Kirsten Wild (NED)       | 141e                  |
| 185                   | Jessica Glasbergen (NED) | AB                    |
| 186                   | Natasja Van Loon (NED)   | AB                    |
| 187                   | Femke Nyhof (NED)        | AB                    |

| @Home Cycling Team HCT | @Home Cycling Team HCT  | @Home Cycling Team HCT |
| ---------------------- | ----------------------- | ---------------------- |
| Num                    | Coureuse                | Pos                    |
| 191                    | Saskia Elemans (NED)    | 71e                    |
| 192                    | Sandra Rombouts (NED)   | 91e                    |
| 193                    | Abke Francissen (NED)   | 128e                   |
| 194                    | Eyelien Bekkering (NED) | 140e                   |
| 195                    | Janneke Vos (NED)       | AB                     |

| Next 125 NEX | Next 125 NEX               | Next 125 NEX |
| ------------ | -------------------------- | ------------ |
| Num          | Coureuse                   | Pos          |
| 201          | Tanja Schmidt-Hennes (GER) | 61e          |
| 202          | Katrin Leumann (SUI)       | 70e          |
| 203          | Irene Hostettler (SUI)     | 73e          |
| 204          | Mirjam Hauser-Senn (SUI)   | 88e          |
| 205          | Alexandra Vetter (SUI)     | AB           |
| 206          | Marion Brauen (SUI)        | AB           |

| Ondernemers van Nature OND | Ondernemers van Nature OND | Ondernemers van Nature OND |
| -------------------------- | -------------------------- | -------------------------- |
| Num                        | Coureuse                   | Pos                        |
| 211                        | Loes Gunnewijk (NED)       | 62e                        |
| 212                        | Inge Klep (NED)            | 109e                       |
| 213                        | Corrien van Haastert (NED) | 117e                       |
| 214                        | Minke Slingerland (NED)    | 129e                       |
| 215                        | Martine Bras (NED)         | AB                         |

| Lietzsport Cycling LIE | Lietzsport Cycling LIE | Lietzsport Cycling LIE |
| ---------------------- | ---------------------- | ---------------------- |
| Num                    | Coureuse               | Pos                    |
| 221                    | Isabella Wieser (AUT)  | 65e                    |
| 222                    | Sabine Batz (GER)      | 104e                   |
| 223                    | Petra Pilz (AUT)       | 133e                   |
| 224                    | Karin Wieser (AUT)     | 138e                   |
| 225                    | Claudia Meyer (GER)    | 139e                   |

| Prato-Bike Aki PRA | Prato-Bike Aki PRA        | Prato-Bike Aki PRA |
| ------------------ | ------------------------- | ------------------ |
| Num                | Coureuse                  | Pos                |
| 231                | Silvia Parietti (ITA)     | 67e                |
| 232                | Serena Cavicchi (ITA)     | 68e                |
| 233                | Anna Farina (ITA)         | 108e               |
| 234                | Francesca Castrucci (ITA) | 111e               |
| 235                | Irene Puccioni (ITA)      | 120e               |
| 236                | Nadia Zuccherelli (ITA)   | AB                 |

| Danemark DEN | Danemark DEN             | Danemark DEN |
| ------------ | ------------------------ | ------------ |
| Num          | Coureuse                 | Pos          |
| 241          | Dorte Lohse Rasmussen    | 69e          |
| 242          | Trine Hansen             | 86e          |
| 243          | Christina Peick-Andersen | 106e         |
| 244          | Nadine Bruhn             | 110e         |
| 245          | Sanne Schmidt            | AB           |

| Ton Van Bemmelen Sports TVB | Ton Van Bemmelen Sports TVB    | Ton Van Bemmelen Sports TVB |
| --------------------------- | ------------------------------ | --------------------------- |
| Num                         | Coureuse                       | Pos                         |
| 251                         | Catharina Mulders (NED)        | 99e                         |
| 252                         | Caroline Slikker (NED)         | 112e                        |
| 253                         | Olga de Boer-van Velzen (NED)  | 113e                        |
| 253                         | Jolanda Cools-van Dongen (NED) | 127e                        |
| 254                         | Wendy Kramp (NED)              | 131e                        |
| 255                         | Editha Bergkotte (NED)         | 136e                        |

| Westland Wil Vooruit ___ | Westland Wil Vooruit ___   | Westland Wil Vooruit ___ |
| ------------------------ | -------------------------- | ------------------------ |
| Num                      | Coureuse                   | Pos                      |
| 261                      | Anneleen van Beek (NED)    | 105e                     |
| 262                      | Kristy Miggels (NED)       | 118e                     |
| 263                      | Eefje Ottevanger (NED)     | 137e                     |
| 264                      | Janneke Rotman-Jager (NED) | 135e                     |
| 265                      | Merel Koenen (NED)         | AB                       |
| 266                      | Aukje De Koning (NED)      | AB                       |

| Vitron Wilstra VIT | Vitron Wilstra VIT        | Vitron Wilstra VIT |
| ------------------ | ------------------------- | ------------------ |
| Num                | Coureuse                  | Pos                |
| 271                | Cindy van Loon (NED)      | AB                 |
| 272                | Imke Hartogs (NED)        | AB                 |
| 273                | Dorien van den Berg (NED) | AB                 |
| 273                | Debora Scharloo (NED)     | AB                 |

| Aušra Gruodis-Safi AGS | Aušra Gruodis-Safi AGS       | Aušra Gruodis-Safi AGS |
| ---------------------- | ---------------------------- | ---------------------- |
| Num                    | Coureuse                     | Pos                    |
| 1                      | Nicole Cooke (GBR)           | 1re                    |
| 2                      | Gunn-Rita Dahle Flesjå (NOR) | 30e                    |
| 3                      | Erika Vilūnaitė (LTU)        | 78e                    |
| 4                      | Rochelle Gilmore (AUS)       | 80e                    |
| 5                      | Giorgia Bronzini (ITA)       | 82e                    |
| 6                      | Diana Elmentaitė (LTU)       | 87e                    |

| Australie AUS | Australie AUS           | Australie AUS |
| ------------- | ----------------------- | ------------- |
| Num           | Coureuse                | Pos           |
| 11            | Olivia Gollan           | 2e            |
| 12            | Oenone Wood             | 11e           |
| 13            | Hayley Brown-Rutherford | 55e           |
| 14            | Emma James              | 56e           |
| 15            | Natalie Bates           | 100e          |
| 16            | Emily Williams          | 125e          |

| SC Michela Fanini Record Rox MIC | SC Michela Fanini Record Rox MIC | SC Michela Fanini Record Rox MIC |
| -------------------------------- | -------------------------------- | -------------------------------- |
| Num                              | Coureuse                         | Pos                              |
| 21                               | Edita Pučinskaitė (LTU)          | 3e                               |
| 22                               | Giovanna Troldi (ITA)            | 41e                              |
| 23                               | Lisbeth Simper (DEN)             | 46e                              |
| 24                               | Sandrine Marcuz-Moreau (FRA)     | 49e                              |
| 25                               | Marta Evangelisti (ITA)          | 58e                              |
| 26                               | Letizia Giardinelli (ITA)        | 121e                             |

| Allemagne GER | Allemagne GER     | Allemagne GER |
| ------------- | ----------------- | ------------- |
| Num           | Coureuse          | Pos           |
| 31            | Regina Schleicher | 4e            |
| 32            | Theresa Senff     | 13e           |
| 33            | Liane Bahler      | 21e           |
| 34            | Tina Liebig       | 39e           |
| 35            | Angela Hennig     | AB            |
| 36            | Madeleine Sandig  | AB            |

| Catalunya-Aliverti-Kookai CAT | Catalunya-Aliverti-Kookai CAT   | Catalunya-Aliverti-Kookai CAT |
| ----------------------------- | ------------------------------- | ----------------------------- |
| Num                           | Coureuse                        | Pos                           |
| 41                            | Susanne Ljungskog (SWE) (route) | 5e                            |
| 42                            | Marta Vilajosana (ESP)          | 51e                           |
| 43                            | Baukje Doedee (NED)             | 63e                           |
| 44                            | Marianna Lorenzoni (ITA)        | 72e                           |
| 45                            | Anna Ramírez Bauxell (ESP)      | 85e                           |

| Farm Frites-Hartol FAR | Farm Frites-Hartol FAR    | Farm Frites-Hartol FAR |
| ---------------------- | ------------------------- | ---------------------- |
| Num                    | Coureuse                  | Pos                    |
| 51                     | Mirjam Melchers (NED)     | 6e                     |
| 52                     | Miho Oki (JPN)            | 19e                    |
| 53                     | Suzanne de Goede (NED)    | 45e                    |
| 54                     | Esther Van Der Helm (NED) | 54e                    |
| 55                     | Arenda Grimberg (NED)     | 83e                    |
| 56                     | Elsbeth Vink (NED)        | 96e                    |

| Bik-Powerplate BIP | Bik-Powerplate BIP         | Bik-Powerplate BIP |
| ------------------ | -------------------------- | ------------------ |
| Num                | Coureuse                   | Pos                |
| 61                 | Sara Carrigan (AUS)        | 7e                 |
| 62                 | Anita Valen de Vries (NOR) | 16e                |
| 63                 | Yvonne Brunen (NED)        | 33e                |
| 64                 | Vera Koedooder (NED)       | 53e                |
| 65                 | Sharon van Essen (NED)     | 57e                |
| 66                 | Katherine Bates (AUS)      | 81e                |

| Equipe Nürnberger Versicherung NUR | Equipe Nürnberger Versicherung NUR | Equipe Nürnberger Versicherung NUR |
| ---------------------------------- | ---------------------------------- | ---------------------------------- |
| Num                                | Coureuse                           | Pos                                |
| 71                                 | Judith Arndt (GER)                 | 8e                                 |
| 72                                 | Trixi Worrack (GER)                | 25e                                |
| 73                                 | Margaret Hemsley (AUS)             | 32e                                |
| 74                                 | Madeleine Lindberg (SWE)           | 98e                                |
| 75                                 | Kerstin Scheitle (GER)             | 123e                               |
| 76                                 | Petra Rossner (GER)                | 124e                               |

| Prato Marathon Bike ___ | Prato Marathon Bike ___   | Prato Marathon Bike ___ |
| ----------------------- | ------------------------- | ----------------------- |
| Num                     | Coureuse                  | Pos                     |
| 81                      | Zulfiya Zabirova (RUS)    | 9e                      |
| 82                      | Nicole Brändli (SUI)      | 12e                     |
| 83                      | Teodora Ruano (ESP)       | 24e                     |
| 84                      | Julia Martisova (RUS)     | 26e                     |
| 85                      | Swetlana Bubnenkowa (RUS) | 31e                     |
| 86                      | Janildes Fernandes (BRA)  | 95e                     |

| Canada CAN | Canada CAN         | Canada CAN |
| ---------- | ------------------ | ---------- |
| Num        | Coureuse           | Pos        |
| 91         | Lyne Bessette      | 10e        |
| 92         | Susan Palmer-Komar | 27e        |
| 93         | Sandy Espeseth     | 28e        |
| 94         | Katy Saint-Laurent | 77e        |
| 95         | Julie Hutsebaut    | 134e       |
| 96         | Erin Carter        | AB         |

| Acca Due O-Pasta Zara-Lorena Camicie ADO | Acca Due O-Pasta Zara-Lorena Camicie ADO | Acca Due O-Pasta Zara-Lorena Camicie ADO |
| ---------------------------------------- | ---------------------------------------- | ---------------------------------------- |
| Num                                      | Coureuse                                 | Pos                                      |
| 101                                      | Ghita Beltman (NED)                      | 14e                                      |
| 102                                      | Chantal Beltman (NED)                    | 23e                                      |
| 103                                      | Katia Longhin (ITA)                      | 50e                                      |
| 104                                      | Diana Žiliūtė (LTU)                      | 52e                                      |
| 105                                      | Zita Urbonaitė (LTU)                     | 97e                                      |
| 106                                      | Indrė Janulevičiūtė (LTU)                | 126e                                     |

| GS Mazza MAZ | GS Mazza MAZ                 | GS Mazza MAZ |
| ------------ | ---------------------------- | ------------ |
| Num          | Coureuse                     | Pos          |
| 111          | Aline Camboulives (FRA)      | 15e          |
| 112          | Caroline Payot-Podevin (FRA) | 38e          |
| 113          | Béatrice Thomas (FRA)        | 94e          |
| 114          | Alexandra Bähler (SUI)       | 103e         |
| 115          | Blandine Camus (FRA)         | 130e         |
| 116          | Marika Murer (SUI)           | AB           |

| Team 2002 Aurora RSM AUR | Team 2002 Aurora RSM AUR    | Team 2002 Aurora RSM AUR |
| ------------------------ | --------------------------- | ------------------------ |
| Num                      | Coureuse                    | Pos                      |
| 121                      | Natalia Katchalka (UKR)     | 17e                      |
| 122                      | Jolanta Polikevičiūtė (LTU) | 40e                      |
| 123                      | Rasa Polikevičiūtė (LTU)    | 42e                      |
| 124                      | Fabiana Luperini (ITA)      | 60e                      |
| 125                      | Luisa Tamanini (ITA)        | 64e                      |
| 126                      | Eneritz Iturriaga (ESP)     | 74e                      |

| Pays-Bas NED | Pays-Bas NED           | Pays-Bas NED |
| ------------ | ---------------------- | ------------ |
| Num          | Coureuse               | Pos          |
| 131          | Adrie Visser           | 18e          |
| 132          | Josephine Groenveld    | 59e          |
| 133          | Areke Hassink          | 66e          |
| 134          | Bertine Spijkerman     | 92e          |
| 135          | Frederika van der Wiel | 107e         |
| 136          | Jaccolien Wallaard     | 116e         |

| T-Mobile ___ | T-Mobile ___            | T-Mobile ___ |
| ------------ | ----------------------- | ------------ |
| Num          | Coureuse                | Pos          |
| 141          | Amber Neben (USA)       | 20e          |
| 142          | Kristin Armstrong (USA) | 34e          |
| 143          | Kimberly Bruckner (USA) | 35e          |
| 144          | Kimberly Anderson (USA) | 44e          |
| 145          | Stacey Peters (USA)     | 90e          |
| 146          | Mari Holden (USA)       | 93e          |

| Suisse SUI | Suisse SUI      | Suisse SUI |
| ---------- | --------------- | ---------- |
| Num        | Coureuse        | Pos        |
| 151        | Barbara Heer    | 22e        |
| 152        | Sarah Grab      | 75e        |
| 153        | Annette Beutler | 76e        |
| 154        | Priska Doppmann | 89e        |
| 155        | Bettina Kühn    | 119e       |
| 156        | Andrea Knecht   | 132e       |

| Grande-Bretagne GBR | Grande-Bretagne GBR | Grande-Bretagne GBR |
| ------------------- | ------------------- | ------------------- |
| Num                 | Coureuse            | Pos                 |
| 161                 | Frances Newstead    | 29e                 |
| 162                 | Emma Davies         | 79e                 |
| 163                 | Sara Symington      | 101e                |
| 164                 | Charlotte Goldsmith | 102e                |
| 165                 | Kimberley Walsh     | AB                  |

| Vlaanderen-T Interim VLL | Vlaanderen-T Interim VLL  | Vlaanderen-T Interim VLL |
| ------------------------ | ------------------------- | ------------------------ |
| Num                      | Coureuse                  | Pos                      |
| 171                      | Heidi Van de Vijver (BEL) | 36e                      |
| 172                      | Sharon Vandromme (BEL)    | 43e                      |
| 173                      | Debby Mansveld (NED)      | 47e                      |
| 174                      | Cindy Pieters (BEL)       | 48e                      |
| 175                      | Ine Wannijn (BEL)         | 84e                      |
| 176                      | Mirella van Melis (NED)   | 112e                     |

| Lowik De Zwaluwen ___ | Lowik De Zwaluwen ___    | Lowik De Zwaluwen ___ |
| --------------------- | ------------------------ | --------------------- |
| Num                   | Coureuse                 | Pos                   |
| 181                   | Evy Van Damme (BEL)      | 37e                   |
| 182                   | Mieke van der Burg (NED) | 115e                  |
| 183                   | Godelieve Jansens (BEL)  | 122e                  |
| 184                   | Kirsten Wild (NED)       | 141e                  |
| 185                   | Jessica Glasbergen (NED) | AB                    |
| 186                   | Natasja Van Loon (NED)   | AB                    |
| 187                   | Femke Nyhof (NED)        | AB                    |

| @Home Cycling Team HCT | @Home Cycling Team HCT  | @Home Cycling Team HCT |
| ---------------------- | ----------------------- | ---------------------- |
| Num                    | Coureuse                | Pos                    |
| 191                    | Saskia Elemans (NED)    | 71e                    |
| 192                    | Sandra Rombouts (NED)   | 91e                    |
| 193                    | Abke Francissen (NED)   | 128e                   |
| 194                    | Eyelien Bekkering (NED) | 140e                   |
| 195                    | Janneke Vos (NED)       | AB                     |

| Next 125 NEX | Next 125 NEX               | Next 125 NEX |
| ------------ | -------------------------- | ------------ |
| Num          | Coureuse                   | Pos          |
| 201          | Tanja Schmidt-Hennes (GER) | 61e          |
| 202          | Katrin Leumann (SUI)       | 70e          |
| 203          | Irene Hostettler (SUI)     | 73e          |
| 204          | Mirjam Hauser-Senn (SUI)   | 88e          |
| 205          | Alexandra Vetter (SUI)     | AB           |
| 206          | Marion Brauen (SUI)        | AB           |

| Ondernemers van Nature OND | Ondernemers van Nature OND | Ondernemers van Nature OND |
| -------------------------- | -------------------------- | -------------------------- |
| Num                        | Coureuse                   | Pos                        |
| 211                        | Loes Gunnewijk (NED)       | 62e                        |
| 212                        | Inge Klep (NED)            | 109e                       |
| 213                        | Corrien van Haastert (NED) | 117e                       |
| 214                        | Minke Slingerland (NED)    | 129e                       |
| 215                        | Martine Bras (NED)         | AB                         |

| Lietzsport Cycling LIE | Lietzsport Cycling LIE | Lietzsport Cycling LIE |
| ---------------------- | ---------------------- | ---------------------- |
| Num                    | Coureuse               | Pos                    |
| 221                    | Isabella Wieser (AUT)  | 65e                    |
| 222                    | Sabine Batz (GER)      | 104e                   |
| 223                    | Petra Pilz (AUT)       | 133e                   |
| 224                    | Karin Wieser (AUT)     | 138e                   |
| 225                    | Claudia Meyer (GER)    | 139e                   |

| Prato-Bike Aki PRA | Prato-Bike Aki PRA        | Prato-Bike Aki PRA |
| ------------------ | ------------------------- | ------------------ |
| Num                | Coureuse                  | Pos                |
| 231                | Silvia Parietti (ITA)     | 67e                |
| 232                | Serena Cavicchi (ITA)     | 68e                |
| 233                | Anna Farina (ITA)         | 108e               |
| 234                | Francesca Castrucci (ITA) | 111e               |
| 235                | Irene Puccioni (ITA)      | 120e               |
| 236                | Nadia Zuccherelli (ITA)   | AB                 |

| Danemark DEN | Danemark DEN             | Danemark DEN |
| ------------ | ------------------------ | ------------ |
| Num          | Coureuse                 | Pos          |
| 241          | Dorte Lohse Rasmussen    | 69e          |
| 242          | Trine Hansen             | 86e          |
| 243          | Christina Peick-Andersen | 106e         |
| 244          | Nadine Bruhn             | 110e         |
| 245          | Sanne Schmidt            | AB           |

| Ton Van Bemmelen Sports TVB | Ton Van Bemmelen Sports TVB    | Ton Van Bemmelen Sports TVB |
| --------------------------- | ------------------------------ | --------------------------- |
| Num                         | Coureuse                       | Pos                         |
| 251                         | Catharina Mulders (NED)        | 99e                         |
| 252                         | Caroline Slikker (NED)         | 112e                        |
| 253                         | Olga de Boer-van Velzen (NED)  | 113e                        |
| 253                         | Jolanda Cools-van Dongen (NED) | 127e                        |
| 254                         | Wendy Kramp (NED)              | 131e                        |
| 255                         | Editha Bergkotte (NED)         | 136e                        |

| Westland Wil Vooruit ___ | Westland Wil Vooruit ___   | Westland Wil Vooruit ___ |
| ------------------------ | -------------------------- | ------------------------ |
| Num                      | Coureuse                   | Pos                      |
| 261                      | Anneleen van Beek (NED)    | 105e                     |
| 262                      | Kristy Miggels (NED)       | 118e                     |
| 263                      | Eefje Ottevanger (NED)     | 137e                     |
| 264                      | Janneke Rotman-Jager (NED) | 135e                     |
| 265                      | Merel Koenen (NED)         | AB                       |
| 266                      | Aukje De Koning (NED)      | AB                       |

| Vitron Wilstra VIT | Vitron Wilstra VIT        | Vitron Wilstra VIT |
| ------------------ | ------------------------- | ------------------ |
| Num                | Coureuse                  | Pos                |
| 271                | Cindy van Loon (NED)      | AB                 |
| 272                | Imke Hartogs (NED)        | AB                 |
| 273                | Dorien van den Berg (NED) | AB                 |
| 273                | Debora Scharloo (NED)     | AB                 |

Les dossards sont inconnus. Source.